# الیرو الیا
الیرو جورج رینالدو الیا (هلندی: Eljero George Rinaldo Elia؛ زادهٔ ۱۳ فوریهٔ ۱۹۸۷) بازیکن فوتبال اهل هلند است.
او همراه با تیم ملی کشورش در جام جهانی فوتبال ۲۰۱۰ به مقام نایب قهرمانی رسید.